# Aleksejs Širovs
Aleksejs Širovs (oroszul: Алексей Дмитриевич Широв, spanyolul: Alexéi Dmítrievich Shírov; Riga, 1972. július 4. –) lett sakkozó, nagymester. Nevet szerzett magának sakkíróként is.
2015. októberben a világ 33. legmagasabb Élő-pontszámú sakkozója, 2715 ponttal. Rapidsakkban a pontszáma 2662, villámsakkban 2592. Legmagasabb pontszámát, 2755 pontot 2008 januárjában érte el, akkor Lékó Pétert megelőzve a hetedik volt a világranglistán. Legmagasabb helyezése a negyedik hely volt, 1998-ban.
1988-ban a 16 éven aluli korosztályban világbajnok lett. 1990-ben a húsz év alattiak világbajnokságán holtversenyben az első helyen végzett, és ugyanebben az évben lett nagymester.
Sok nemzetközi verseny győztese, például 1991-ben Bielben, 1997-ben Madridban (Veszelin Topalovval holtversenyben), 1997-ben Ter Apelben, 1998-ban Monte Carlóban, 2000-ben Méridában. Kétszer nyerte meg a Paul Keres emlékversenyt Tallinnban, 2004-ben és 2005-ben.
1998-ban, pályája csúcsán világranglista-helyezése alapján megmérkőzhetett Vlagyimir Kramnyikkal a világbajnokjelölti címért. Sirov két győzelemmel, hét döntetlennel és vereség nélkül győzött és ezzel ő lett Garri Kaszparov világbajnok kihívója. Az összecsapásra azonban nem került sor, mert nem találtak megfelelő szponzort. Kaszparov végül 2000-ben mégis Kramnyikkal mérkőzött meg. Sirov ezt érvénytelennek mondta és kitartott a mellett, hogy a jogos kihívó ő lenne.
2000-ben Širovs bejutott a 2000-es FIDE-sakkvilágbajnokság döntőjébe, ott azonban vereséget szenvedett Visuvanádan Ánandtól.
2007 májusa és júniusa közt a FIDE-sakkvilágbajnokság világbajnokjelöltek tornáján játszott, ahol az első fordulóban győzött Michael Adams ellen (+1-1=4, gyors rájátszással), a második fordulóban azonban kikapott Levon Aronjántól (+0-1=5), és kiesett a további küzdelmekből.
2007 novemberében és decemberében a Sakk Világkupa mérkőzésein vett részt. Itt döntőbe jutott, ahol azonban Gata Kamsky legyőzte.

## Magánélete
1994-ben egy argentin hölgyet, Verónica Alvarezt vett el, Tarragonába költözött és spanyol állampolgár lett. Bár továbbra is spanyolként játszott, egy ideje Lettországban él, 2001 és 2008 között felesége Viktorija Čmilytė litván nemzetközi mester és női nagymester volt. 2010-ben harmadszor is megnősült, felesége, Olga Dolgova orosz női nemzetközi mester (WIM). A 2012-es sakkolimpián lett színekben indult.

## Stílusa
Támadó jellegű stílusáról ismerik és arról, hogy keresi a komplikált állásokat. Utóbbi tulajdonsága miatt sokszor a szintén lett korábbi világbajnokhoz Mihails Tālshoz hasonlítják, aki ifjúkorában tanította is.

## Fordítás
- Ez a szócikk részben vagy egészben  az   Alexei Shirov című angol Wikipédia-szócikk ezen változatának fordításán alapul.  Az eredeti cikk szerkesztőit annak laptörténete sorolja fel. Ez a jelzés csupán a megfogalmazás eredetét és a szerzői jogokat jelzi, nem szolgál a cikkben szereplő információk forrásmegjelöléseként.